# Cecilia Cuțescu-Storck

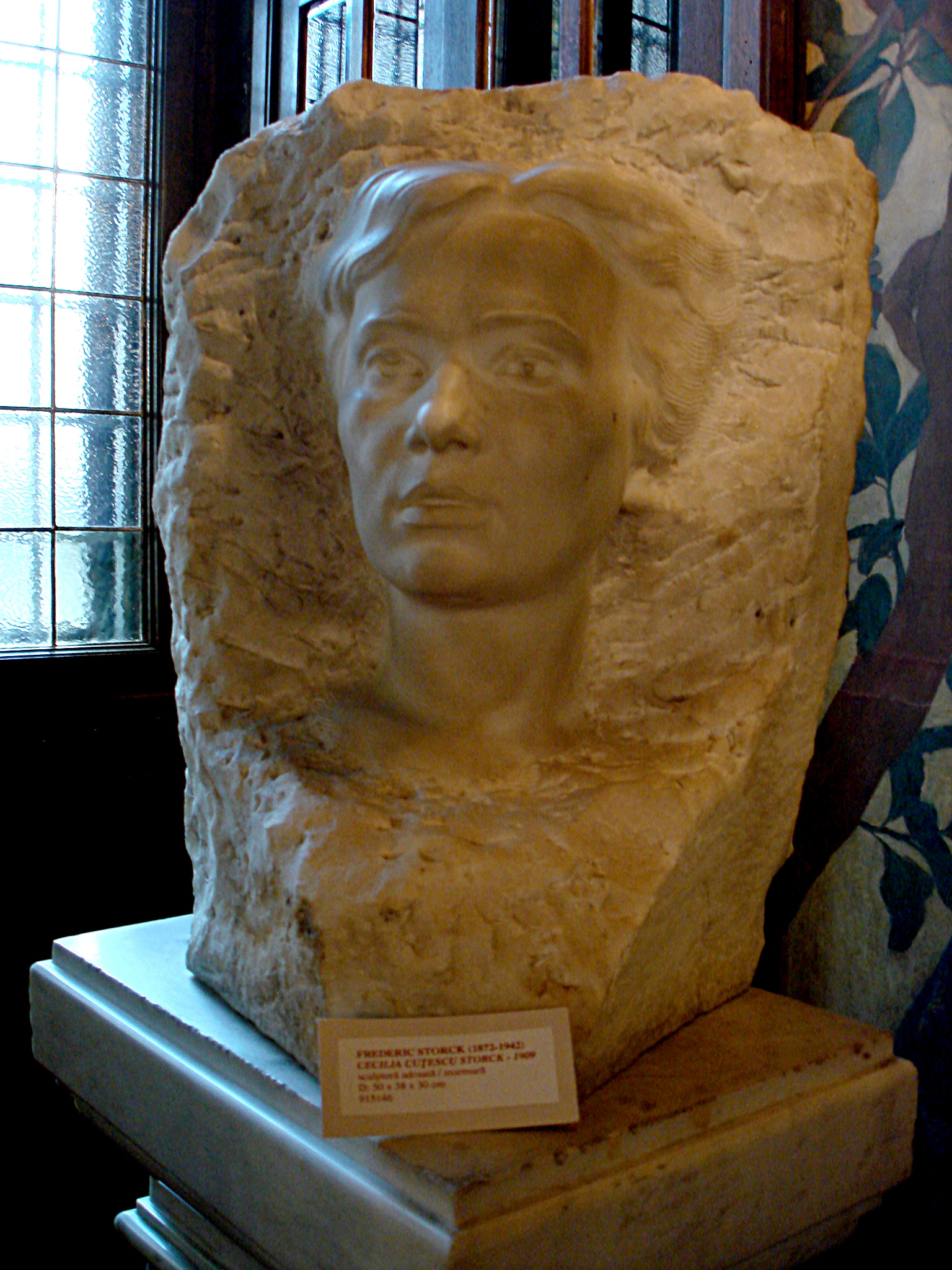
Cecilia Cuțescu-Storck (1909) - Portret de Frederic Storck expus la Muzeul de Artă Frederic Storck și Cecilia Cuțescu-Storck

Cecilia Cuțescu-Storck (n. 14 martie 1879, Câineni, România – d. 29 octombrie 1969, București, România) a fost o artistă vizuală română, pictoriță cu o puternică influență în viața culturală din perioada interbelică.

## Date biografice
Cecilia Cuțescu s-a născut la Râul Vadului, în Comuna Câineni, așezare de pe malul Oltului, nu departe de trifurcarea drumurilor din trei județe : Argeș, Vîlcea și Sibiu, ca fiică a unui umil slujbaș poștal, tatăl său fiind diriginte al agenției poștale locale. Este adoptată de bunicii materni, de la care ia numele de familie Cuțescu. Rămâne însă foarte apropiată de părinți, Natalia și Ion Brăneanu, și de surorile sale, Fulvia – care moare în adolescență – și Ortansa – care devine o importantă activistă pentru drepturile femeilor în România.

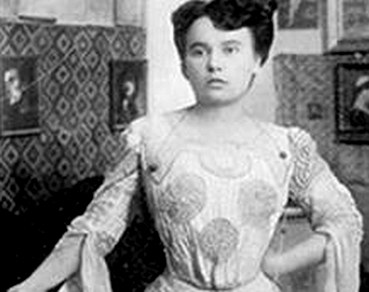
Artista Cecilia Cuțescu-Storck, portret realizat de Frederic Storck

Împreună cu bunicii, Cecilia Cuțescu se mută la București pentru a frecventa prestigioasa Școala Centrală de Fete. Pasionată de artă de la o vârstă fragedă, se ascunde în timpul orelor de școală pentru a picta. La terminarea școlii, familia Cuțescu cere sfatul pictorului polonez Tadeusz Ajdukiewicz, o personalitate cu renume la vremea aceea, care confirmă talentul Ceciliei. Artista este trimisă la München în 1897 unde studiază la Damenakademie cu profesorii Fehr și Schmidt, iar în 1899 se mută la Paris unde frecventează Académie Julien sub tutela lui Jean Paul Laurens si Benjamin Constant. În acest timp expune constant în Franța și în România. La Paris lucrările îi sunt acceptate la Salonul de Toamnă, iar în 1906 are prima expoziție personală la Galerie Hesséle pe Rue Lafitte. La București este co-optată in gruparea Tinerimea artistică, iar lucrările ei au fost expuse alături de cele ale lui Constantin Brâncuși.
În timpul șederii la Paris, în 1903, se căsătorește cu violonistul Romulus Kunzer, cu care are un fiu, Romeo, devenit și el pictor important, sub numele de Romeo Storck. Căsătoria însa nu durează mult. În 1906 artista revine în țară definitiv și se stabilește la București, iar trei ani mai târziu se căsătorește cu sculptorul Frederic (Fritz) Storck. Împreună au două fiice: Gabriela Storck, devenită arhitect, și Cecilia (Lita) Botez, ceramistă.
După întoarcerea în țară, devine tot mai interesată de artele decorative și pictura murală monumentală. În 1916, devine profesoară la catedra de arte decorative a Academiei de Arte Frumoase din București, fiind prima femeie profesor la o universitate de artă de stat din Europa. Împreună cu Nina Arbore și Olga Greceanu fondează prima organizație artistică feminină din România, Asociația Femeilor Pictore și Sculptore, având-o ca președintă de onoare pe Regina Maria. Creează numeroase picturi murale în clădiri publice din București, dintre care cea mai importantă este marea frescă "Istoria Negoțului Românesc", realizată în 1933 în aula Academiei de Studii Economice. Continuă să expună în țară (la Tinerimea artistică, în saloanele oficiale și la expoziții de stat) și peste hotare, iar în anii 1924 și 1928 reprezintă România la Bienala de la Veneția. În 1937, este aleasă președintă a Sindicatului de Arte Frumoase.
În 1943 artista publică o carte autobiografică intitulată Fresca unei vieți, iar in 1966 volumul este întregit și revizuit sub titlul O viață dăruită artei. Cecilia Cuțescu-Storck s-a  stins din viață în 1969 la București.

## Casa Storck
După căsătorie, Cecilia și Frederic Storck construiesc în colaborare cu arhitectul Alexandru Clavel imobilul de pe Str. Vasile Alecsandri, nr.16, care devine căminul familiei. Construcția este încheiată în 1911, iar între 1913 și 1917 artista decorează interiorul cu numeroase picturi murale de inspirație simbolistă având ca subiect figuri feminine și o vegetație luxuriantă. Alege să picteze în encaustică, nu în tradiționala frescă, deoarece culorile obținute sunt mai calde și vibrante.
Cuțescu-Storck își creează în această casă un impresionant atelier a cărui intrare este străjuită de un stâlp de marmură verde, replică a unui element arhitectural din Bazilica San Marco din Veneția. Pe peretele opus se află două mari panouri decorative intitulate "Dragostea pământească și Dragostea spirituală", pictate de artistă în perioada 1912-1915. Panourile sunt despărțite de o fântână sculptată în piatră de către Fritz Storck, modelată după ușa bisericii Colțea. Acest diptic evocă convingerea artistei că femeile beneficiază de importante resurse intelectuale și spirituale. În 1918 în incinta atelierului, chiar în fata acestor panouri decorative, se formează "Asociația pentru emanciparea civilă si politică a femeii române".
În 1948 operele de arta ale soților Storck au fost declarate de utilitate publica, iar în 1951 atelierele celor doi artiști au fost deschise ca muzeu de arta, familia a păstrând spațiul de locuit. În prezent imobilul poate fi vizitat si adăpostește Muzeul de Artă Frederic Storck și Cecilia Cuțescu-Storck.

## Cariera artistică
Arta Ceciliei Cuțescu-Storck se poate împărți în mai multe epoci: prima, în care afirmarea ei apare ca o glorificare a naturii, a doua, epopeea țigăncilor, în care este surprinsă toată grația, pasiunea dureroasă și tragismul omului rătăcitor și a treia, cristalizarea ideilor filozofice și sociale în pictură de șevalet sau în pictură monumentală.
Decorațiunile murale din propria casă au dovedit talentul Ceciliei Cuțescu-Storck și i-au asigurat mai multe comenzi importante. Prima a fost pictura "Agricultura, Industria și Comerțul" (1916) aflată în holul de onoare al Băncii Marmorosch-Blank, clădire situată pe strada Doamnei și proiectată de arhitectul Petre Antonescu. A urmat "Istoria Negoțului Românesc" (1933) în Aula Magna a Academiei de Studii Economice, cu o suprafață de peste 100 m2. Aceasta conține peste o sută de personaje în mărime naturală, dispuse în șase registre care se succed, ilustrând comerțul românesc de-a lungul timpului. 
În aceeași perioadă artista primește o altă comandă prestigioasă, anume plafonul din Sala Tronului a Palatului Regal, astăzi Muzeul National de Artă al României. Compoziția alegorică în format tondo se intitulează "Apologia artelor românești". În 1937 este invitată să participe la decorarea Pavilionului Românesc la Expoziția Internațională de la Paris cu compoziția "Petru Cercel și curtea sa".
În afară de compoziții murale, Cuțescu-Storck a creat compoziții de factură simbolistă și peisaje pe pânză, în ulei și în pastel. Un exemplu important este tripticul "Țigăncile", intitulat si "Bucuria vieții". Pictat în 1911, însă din păcate distrus în timpul războiului, tripticul măsura aproape 3 x 7 metri și înfățișa personaje feminine înconjurate de o natură luxuriantă. După cum remarca Petru Comarnescu, deși "chipurile sunt frământate de neliniște, încercări, suferinți, sugerându-ne aceste stări sufletești, trupurile țigăncilor par asemenea fructelor și florilor care nu întâmplător se află în preajma lor. Trupurile acestea, care nu au nimic din senzualismul vulgar, ci sunt pline de frumusețe, curățenie, sănătate, poarta căldura și aspirațiile vieții." Alte compoziții de concepție asemănătoare sunt "Adam si Eva" (1912), "Maternitate” (1913) sau "Înțelept indian” (1932). Cuțescu-Storck este de asemenea o talentată graficiană, cu o bogată operă peisagistică in tuș si sepia, care poate fi admirată în prezent la Muzeul Storck.
Activitatea artistică a Ceciliei Cuțescu-Storck s-a împletit in permanență cu convingerile sale feministe. În 1916, alături de Olga Greceanu și Nina Arbore, artista a înființat „Asociația femeilor pictore și sculptore”, cele trei formând așa numitul „Grup al celor trei doamne”. Datorita saloanelor organizate periodic de asociație, numeroase artiste au reușit să-și expună public lucrările în perioada interbelică. Tot în 1916, Cuțescu-Storck a obținut catedra de arte decorative de la Academia de Arte Frumoase din București, fiind prima femeie din Europa care a predat la o astfel de instituție.

## Distincții
- Medalia de aur si Marele premiu la Expoziția Internațională de la Barcelona (1929)
- Cavaler al Ordinul Meritul Civil, Spania (1930)
- Cavaler al Legiunii de Onoare, Franța (1933)
- Medalia de aur la Expoziția Internațională de la Paris (1937)[12]
- Ordinul Muncii clasa a II-a (7 martie 1956) „cu prilejul zilei de 8 Martie, Ziua Internațională a Femeii și pentru merite deosebite în muncă”[13]
- titlul de Maestru emerit al artei din Republica Populară Romînă (15 mai 1957) „pentru merite deosebite în activitatea artistică, pedagogică, precum și în munca din alte domenii ale culturii”[14]
- Ordinul „Meritul Cultural” clasa I (1968) „pentru activitate deosebită în domeniul artelor plastice”[15]

## Scrieri proprii
- Fresca unei vieți, Bucovina, Editura Torouțiu, 1943[16]
- O viață dăruită artei, Editura Meridiane, 1966
- Fresca unei vieți, Editura Vremea, București, 2006

## In memoriam
În iunie 2010, din inițiativa rectorului Academiei de Studii Economice din București, Gheorghe Roșca, și a primarului Ion Nicolae, din Câineni, a fost amplasată, în cătunul Râul Vadului, o placă de comemorare în cinstea reputatei pictorițe Cecilia Cuțescu-Storck.
La expoziția creată cu ocazia împlinirii a 100 de ani de la recâștigarea Independenței Poloniei și a Anului Drepturilor Femeii, precum și a Marii Uniri a României, Institutul Polonez din București a publicat povestea a 34 de femei remarcabile din cele două țări si o serie de filme de animație despre aceste poloneze și românce.